# قصبة فصية

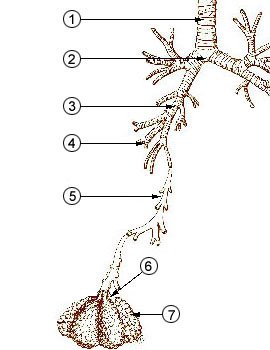
المسالك الهوائية :
1. الرغامي
2.قَصَبَة رئيسية
3. قصبة فصية
4. قصبة ثالثية
5. قصيبة
6 القنوات السنخية
7. اكياس سنخية

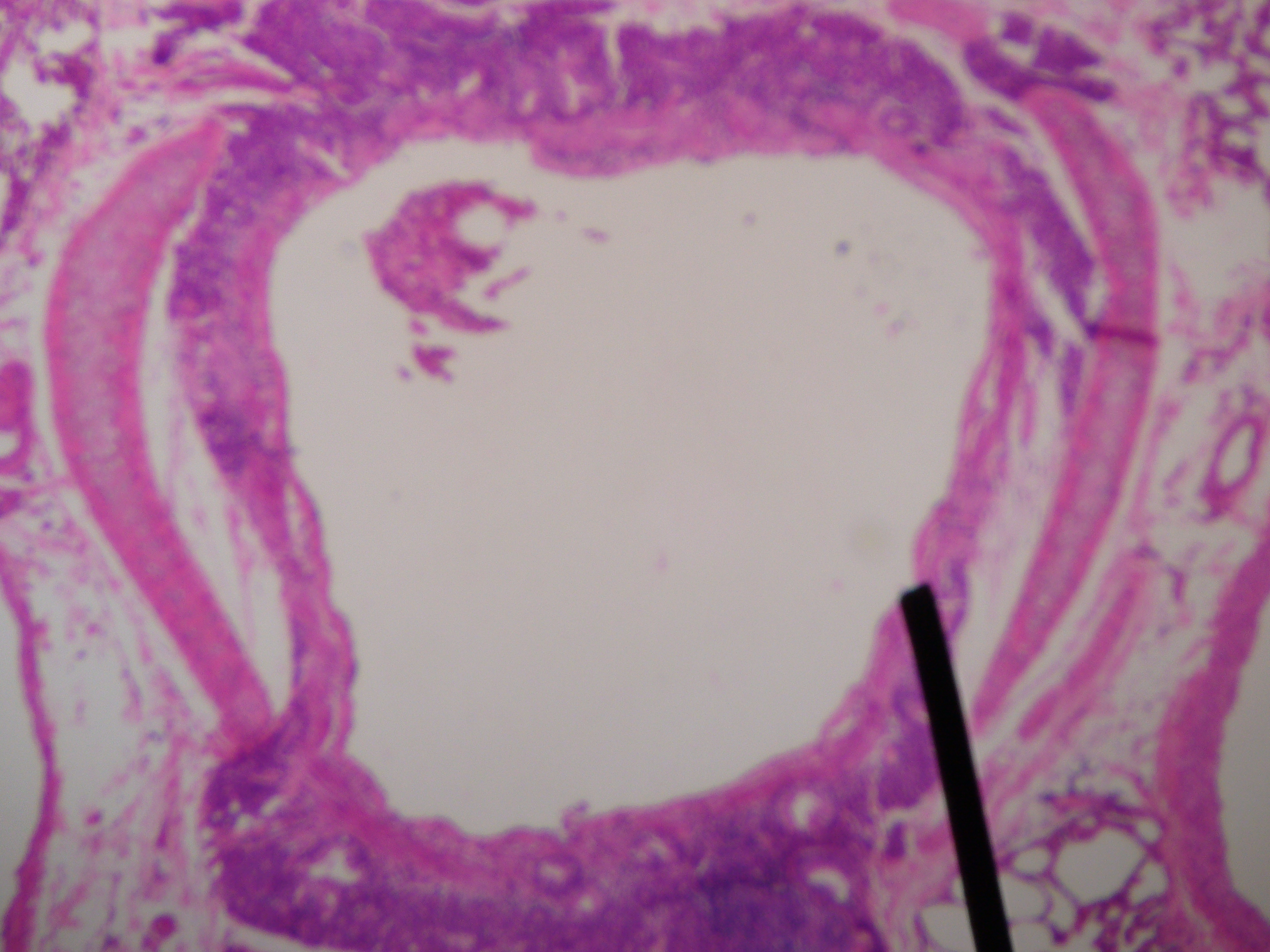
مقطع معرِضي لقصبة فصية

قصبة فصية أو قصبة ثانوية (بالإنجليزية: Secondary bronchus)‏ هي فرع من القَصَبَة الرئيسية: القصبة الرئيسية اليمنى تتفرع إلى ثلاثة قَصَباتُ فَصِّيَّة بينما القصبة الرئيسية اليسرى تتفرع إلى قَصَبتين فصيتين. وتزود كل قصبة فصية فصا رئويا مستقلا.
لمعات (تجويفات) القصبات الفصية مغطاة بطبقة ظهارة تنفسية وتحتها طبقة عضلات لا إرادية التي تحتوي على غدد مصلية مخاطية. تحيط العضلات اللا إرادية صفيحات مبعثرة من الغضروف الهياليني التي تساعد في الحفاظ على فتحة القَصَبَة.